# Batemans Bay
Batemans Bay ist eine Stadt und eine Bucht an der Südostküste Australiens im Eurobodalla Shire des Bundesstaates New South Wales. Der Ort befindet sich am Princes Highway (National Highway 1) etwa 280 km südlich von Sydney, 760 km nordöstlich von Melbourne und liegt 160 km östlich von Canberra (über den Kings Highway).
Der Clyde River mündet in Batemans Bay ins Meer.
Als nächstgelegene Küstenstadt zu Canberra ist Batemans Bay ein beliebtes Ferienziel für viele Hauptstädter. Es ist darüber hinaus ein beliebter Ort für Rentner, zieht aber auch junge Familien an, die in Canberra arbeiten. Die örtliche Wirtschaft basiert auch auf Fischerei, Forstwirtschaft, Ökotourismus und Einzelhandel.
James Cook benannte die Bucht am 22. April 1770 entweder nach Nathaniel Bateman, Kapitän von Lord Colvills Schiff HMS Northumberland, oder nach John Bateman (1721–1802), dem zweiten Viscount Bateman.

## Persönlichkeiten
- Ben Mates (* 1983), Snowboarder